# Alexander Domínguez
Alexander Domínguez Carabalí (* 5. Juni 1987 in Esmeraldas) ist ein ecuadorianischer Fußballtorhüter.

## Karriere

### Verein
Er begann seine Karriere in der Jugend seines Heimatvereins Esmeraldas SC von wo er im März 2006 von deren U20 in die von LDU Quito wechselte. Nur wenig später ging er hier Anfang 2007 in die erste Mannschaft über. In den nächsten Jahren wurde er Stammtorwart seiner Mannschaft und sammelte über viele Jahre mit dem Klub mehrere Titel, darunter zwei Meisterschaften, zwei Recopa-Sudamericana-Titel, einen Copa-Libertadores-Gewinn und einen Titel bei der Copa Sudamericana. Alle Titel errang er in seiner Anfangszeit in den 2000er Jahren.
Nach mehr als zehn Jahren bei LDU wechselte er schließlich zur Saison 2016/17 nach Mexiko, wo er für CF Monterrey das Tor hüten sollte. Dort kam er aber auch nur in den ersten Wochen der Spielzeit regelmäßig zum Einsatz. Zur Folgesaison wurde er anschließend nach Argentinien zu CA Colón verliehen. Nach dem Ende der Leihe verblieb er in Argentinien und schloss sich für eine Ablöse von 850.000 € Vélez Sarsfield an. Nach einer Debütsaison mit einigen Einsätzen nahmen diese in der darauffolgenden wieder ab. So verließ er den Klub zur Runde 2021/22 wieder nach Uruguay zu Cerro Largo. Dort blieb er ein halbes Jahr und wechselte anschließend nach Kolumbien zu Deportes Tolima. Hier kam er in der Liga aber auch nur noch vereinzelt zum Einsatz, spielte jedoch hauptsächlich in den Pokalwettbewerben. Seit der Spielzeit 2022/23 ist er wieder zurück in Ecuador bei LDU.

### Nationalmannschaft
Sein Debüt in der ecuadorianischen Nationalmannschaft hatte er am 26. März 2011 bei einer 0:2-Freundschaftsspielniederlage gegen Kolumbien. Nach diesem Einstand kam er erneut erst knapp ein Jahr später im Februar 2012 bei einem weiteren Freundschaftsspiel zum Einsatz, bei dem er ohne Gegentor blieb. Anschließend wurde er ab Mitte des Jahres in vielen Spielen der Qualifikation für die Weltmeisterschaft 2014 eingesetzt. Am Ende gehörte er hier auch zum finalen Turnierkader und stand bei allen drei Gruppenspiele der Endrunde im Tor.
Nach ein paar weiteren Freundschaftsspielen, war sein nächstes Turnier als Stammtorhüter die Copa América 2015. Später im Jahr ging es dann weiter mit der Qualifikation für die Weltmeisterschaft 2018. Dazwischen war er nochmal in den meisten Partien der Mannschaft bei der Copa América Centenario im Einsatz. Nachdem er sich mit seiner Mannschaft für die Endrunde der WM 2018 qualifizieren konnte, kam er in den nächsten zwei Jahren erst einmal gar nicht mehr zum Einsatz. Erst 2018 folgten wieder ein paar Einsätze bei Freundschaftsspielen. Sein nächstes Turnier war dann die Copa América 2019. Ab 2020 wurde er ebenfalls in den Qualifikationsspielen für die Weltmeisterschaft 2022 eingesetzt, für dessen Endrunde er sich mit seiner Mannschaft schließlich qualifizieren konnte.

## Erfolge
LDU Quito
- Copa Sudamericana: 2023